# Walter Wilburg
Walter Wilburg (* 22. Juni 1905 in Graz; † 22. August 1991 ebenda) war ein österreichischer Zivilrechtler.

## Leben
Wilburg wurde 1928 nach Studium bei Armin Ehrenzweig an der Karl-Franzens-Universität Graz promoviert. Er studierte dann von 1930 bis 1933 am Kaiser-Wilhelm-Institut für ausländisches und internationales Privatrecht in Berlin bei Martin Wolff und Ernst Rabel und habilitierte sich 1933  (Österreichisches und Deutsches Zivilrecht sowie Ausländisches Privatrecht in vergleichender Darstellung) bei Oskar Pisko in Wien und lehrte ab 1933 als Privatdozent (ab 1935 als außerordentlicher Professor) an der Universität in Graz österreichisches und internationales Privatrecht.
Seine von der juridischen Fakultät der Karl-Franzens-Universität Graz in den Jahren 1939–1944 drei Mal vorgeschlagene Ernennung zum ordentlichen Universitätsprofessor wurde jedes Mal vom Reichsministerium abgelehnt. Berufungen an die Universitäten in Prag, Greifswald, Wien und Göttingen lehnte er ab.
Wilburg wurde 1943 zur Wehrmacht eingezogen.
1945 wurde Wilburg ordentlicher Universitätsprofessor (Ordinarius für Zivilrecht)  in Graz. In den Jahren 1945–1964 war er insgesamt sieben Mal Dekan der Rechtswissenschaftlichen Fakultät; 1948–1951 und 1955–1962 war er Mitglied des Akademischen Senats und 1950/51 Rektor der Karl-Franzens-Universität.
Ab 1951 war Wilburg korrespondierendes, ab 1964 wirkliches Mitglied der Österreichischen Akademie der Wissenschaften.
Wilburg entwickelte das Konzept des "beweglichen Systems". Dieses beruht auf der Vorstellung organisch zusammenspielender Kräfte im Recht und übt einen großen Einfluss auf die Rechtswissenschaft aus. Wichtig ist auch seine (auch in Deutschland überaus einflussreich gewordene) Theorie der ungerechtfertigten Bereicherung mit der Unterscheidung zwischen Leistungs- und Eingriffskondiktion.
Wilburg wurde 1975 emeritiert.
Schüler von Wilburg sind bzw. waren die Grazer und Wiener Professoren Franz Bydlinski, Viktor Steininger, Helmut Koziol, Bernd Schilcher, Attila Fenyves und Willibald Posch.

## Ehrungen
1963 erhielt Wilburg das Große Silberne Ehrenzeichen für Verdienste um die Republik Österreich. Die Universitäten Wien und Göttingen verliehen ihm 1975 Ehrendoktorate. 1977 Ehrenring des Landes Steiermark. 1985 Großes Goldenes Ehrenzeichen des Landes Steiermark mit dem Stern. Er war Ehrenmitglied des Österreichischen Juristentages.

## Werkauswahl
- Entwicklung eines beweglichen Systems im bürgerlichen Recht, Graz 1950. (englisch: The Development of a Flexible System in the Area of Private Law), Neuauflage Wien 2000, ISBN 978-3-214-14845-4
- Die Elemente des Schadensrechts, 1941
- Zusammenspiel der Kräfte im Aufbau des Schuldrechts, Archiv für die civilistische Praxis 163, 1963, 346
- Zum Problem des gutgläubigen Erwerbs, in: Kurt Ebert (Hrsg.): Festschrift Hermann Baltl (Forschungen zur Rechts- und Kulturgeschichte 11), Innsbruck 1978
- Empfiehlt es sich, die Haftung für schuldhaft verursachte Schäden zu begrenzen? Kann für den Umfang der Schadensersatzpflicht auf die Schwere des Verschuldens und die Tragweite der verletzten Norm abgestellt werden? (Verh. 43. DJT, Band II, Teil C, 1. Abt.) 1962